# 의령 유곡산성
의령 유곡산성(宜寧 柳谷山城)은 경상남도 의령군 지정면 유곡리 산209 외 3필지에 있는 산성이다. 2018년 7월 12일 경상남도의 기념물 지정 예고되었다.

## 지정 예정사유
유곡산성은 낙동강 동안을 비롯한 서안의 강안이 양호하게 조망되는 서안의 군사적 요지에 위치하고 있어 축성주체가 가야일 가능성이 높다. 또한 잔존 성벽도 테뫼식으로 지형을 최대한 활용하여 내탁식으로 쌓았으며, 면석 또한 신라식의 전형적인 석축과는 달리 가공하지 않은 면을 바깥으로 하여 석재의 장변을 안쪽으로 하여 쌓아 고식의 수법을 보이고 있다. 가야와 신라의 국경선을 알 수 있는 국경성이라는 점에서 중요한 유적이므로 도 기념물로 지정하여 보존 관리하고자 한다.